# Oceania Nations Cup
Oceania Nations Cup er det kontinentale håndboldmesterskab for landshold i Oceanien. Mesterskabet spilles hvert andet år for både mænd og kvinder. Mændenes mesterskab spiller i lige år, mens kvinderne spiller i ulige år.

## Historie
Oceania Nations Cup 2008 fungerede tillige som kvalifikation til VM i håndbold 2009 for mænd. Ny Kaledonien vandt egentligt retten til at deltage i VM, da de vandt turneringen, men de er som fransk koloni ikke medlem af IHF og må derfor ikke deltage i VM. Pladsen ved VM gik derfor videre til Australien, der blev toer.

## Mesterskaber og resultater

### Mænd
| År   | Guld          | Sølv          | Bronze            | Spillested              |
| ---- | ------------- | ------------- | ----------------- | ----------------------- |
| 2004 | Australien    | Ny Kaledonien | Fransk Polynesien | Sydney, Australien      |
| 2006 | Australien    | Ny Kaledonien | New Zealand       | Sydney, Australien      |
| 2008 | Ny Kaledonien | Australien    | Cookøerne         | Wellington, New Zealand |
| 2010 | Australien    | New Zealand   | Cookøerne         | Porirua, New Zealand    |
| 2012 | Australien    | New Zealand   |                   | Sydney, Australien      |

### Kvinder
| År   | Guld          | Sølv        | Bronze            | Spillested            |
| ---- | ------------- | ----------- | ----------------- | --------------------- |
| 2007 | Ny Kaledonien | New Zealand | Fransk Polynesien | Auckland, New Zealand |
| 2009 | Australien    |             |                   | Australien            |
| 2011 | Australien    | New Zealand |                   | New Zealand           |
| 2013 | Australien    | New Zealand |                   | New Zealand           |